# Гречневая диета
Гречневая диета — одна из группы монопродуктовых диет, которая не требует количественных ограничений на продукты. Своё название получила по использованному в диете основному продукту — гречневой крупе (каши).
Гречневая диета, в отличие от медицинских диет, не имеет подтверждённых клиническими испытаниями стандартов безопасности и эффективности.
Эффективность гречневой диеты при отсутствии ограничения на количество продукта обусловлена невысокой калорийностью гречневой крупы и полезными свойствами. Сторонники этой диеты утверждают, что добавление в диету белка в составе кефира даёт возможность полностью отказаться от других продуктов.

## Принцип действия
Средняя суточная потребность в энергии для любого человека составляет 1800—2500 килокалорий. При сохранении той же двигательной активности суточное потребление менее 1500 килокалорий заставит организм перейти на питание из резервов, запасенных в виде жировой ткани. Чем меньше суточная калорийность потребляемой пищи при прочих равных условиях, тем быстрее проходит процесс потери жировой ткани (в чём и состоит цель похудения).
Продолжительность диеты — до 14 дней. Ограничений на количество съеденной гречки в сутки нет. Дополнительно за день можно выпивать не более одного литра обезжиренного кефира (1 %). Гречневая диета полностью запрещает употребление каких-либо дополнительных продуктов или приправ (в том числе исключаются соль и сахар).
Способ приготовления: промытую гречневую крупу полностью заливают кипятком и оставляют до набухания на 4-6 часов (можно с ночи приготавливать на весь следующий день). Варить крупу не следует.

## Противопоказания
Гречневая диета в качестве противопоказаний (или по согласованию с врачом) имеет болезни желудочно-кишечного тракта — гастрит, язва желудка, язва двенадцатиперстной кишки. Диету нельзя применять беременным женщинам и кормящим матерям.

## Состав продуктов гречневой диеты
| Наименование продукта диеты                                | Белки, г | Жиры, г | Углеводы, г | Энергетическая ценность, Ккал/100 грамм |
| ---------------------------------------------------------- | -------- | ------- | ----------- | --------------------------------------- |
| Гречневая каша (по методике приготовления гречневой диеты) | 5,9      | 1,6     | 30,5        | 169 (готового продукта)                 |
| Кефир обезжиренный (1 %)                                   | 4,3      | 1,0     | 5,3         | 49                                      |

Гречневая крупа, как и овсяная, наиболее богата основными микроэлементами. В пользу гречневой диеты говорит и тот факт, что соотношение смеси гречневая каша + кефир по белкам и углеводам близко к оптимальному (рекомендуемое соотношение белки, жиры, углеводы составляет 1:1,1:4,1 для женщин и мужчин, занятых умственным трудом, и за 1:1,3:5 — при тяжёлом физическом труде соответственно) — предполагается использование жировых резервов организма.